# HMS Princess Beatrix
HMS «Принцеса Беатрікс» (англ. HMS Princess Beatrix) — пасажирське судно-лайнер, побудоване компанією De Schelde у Флісінгені на замовлення компанією Stoomvaart Maatschappij Zeeland (SMZ) у 1939 році та названий на честь голландської принцеси Беатрікс. Експлуатувалося для перевезення пасажирів між Флісінгеном та англійським Гарічем разом з однотипним судном MS «Королева Емма». За часів Другої світової війни, після агресії німецького вермахту до Нідерландів судно втекло до Британських островів, де було тимчасово конфісковано британським міністерством військового транспорту та на верфях Harland and Wolff у Белфасті перетворене на військове транспортне судно для потреб армії Великої Британії.
У воєнний час завдяки високим швидкісним показникам руху судна основним призначенням «Принцеси Беатрікс» стало доставляння британських командос до районів проведення рейдових та диверсійних операцій, як-то рейд на Лофотенські острови та на Дьєпп. Пізніше, як десантне судно, брало участь у висадці морських десантів у Північній Африці, на Сицилію, в Салерно, Анціо та на південь Франції. У 1946 році судно було повернуто своїм власникам і продовжувало виконувати завдання з поромних переправлень з Хук-ван-Голланд до 1968 року, поки не було відправлено на брухт до Антверпена. 